# 双恋の登場人物
双恋の登場人物（ふたこいのとうじょうじんぶつ）は、メディアワークス（現：KADOKAWA）刊『電撃G's magazine』の読者参加型ゲーム『双恋』（原作：双葉ひな、キャラクターデザイン：ささきむつみ）及びそれを原作とするコンピュータゲーム『双恋 -フタコイ-』シリーズ（メディアワークス）並びに、テレビアニメ『双恋』、『フタコイ オルタナティブ』とその派生作品に登場する架空の人物の説明をまとめたもの。
以下、メインヒロインである双子6組、各メディアの主人公、サブキャラクターを、原作、ゲーム、アニメ、オルタナティブの順で掲載する（複数のメディアに登場し、設定が異なる人物は、同様の順で原作との相違点を記述）。声（声優）は特記ない限り、ゲーム・アニメ共通。

## 双子
桜月 キラ（さくらづき キラ）・桜月 ユラ（さくらづき ユラ）
声：伊月ゆい（キラ）、綱掛裕美（ユラ）
黒髪のロングヘアで、左右にリボンをつけている（ピンクがキラ、青がユラ）。また、前髪が向かって右に流れるのがキラで左に流れるのがユラ。
身長:158cm、3月17日生まれ（うお座）、中学2年生、血液型はA型。
箱入りのお嬢様でずっと女子校通いだったが、ある日、主人公に一目惚れし、両親の反対を押し切って主人公の通う中学校へ転校してくる。
活発で勇気のある姉のキラが、引っ込み思案で心配性の妹のユラを引っ張るというのが定番の構図だが、ユラも意志の強い方である。
ゲーム
原作同様、主人公に一目惚れして、主人公が通う「双愛中学校」にやってきた転校生。なお、転校以前から高級住宅地「桜舞丘」に住んでおり、昔はここから別のお嬢様学校「月華学園」に通っていた。雛菊姉妹を成長させたような容姿であることを指摘したエピソードがある。
アニメ
中学3年生。15歳の誕生日を迎えたのを機に、父の言いつけで普通の人と同じ生活を体験するために望と同じ学校に転校してくる。なお、転校にあたって父親から多数の試練を与えられている。
オルタナティブ
16歳。血液型はA型。
暴力団「桜月組」組長の娘だが、ニコパク開催の発表の頃から豹変した父親とは敵対している。箱入り娘であるため一般常識に欠け、拳銃などを持ち歩いている。桜月組の活動を妨害する時は、仮面とゴスロリ衣装に身を包み、「ゴスロリ仮面」と名乗る（仮面およびリボンの色が一方は赤、もう一方は紫）。射撃・格闘技・火薬の扱いに長ける。ゲーム版では過激さに磨きがかかっており、ニコパクの建設現場に爆薬を仕掛けたりする。
一条 薫子（いちじょう かおるこ）・一条 菫子（いちじょう すみれこ）
声：堀江由衣（薫子）、小清水亜美（菫子）
焦げ茶の髪を、薫子はポニーテールに、菫子はショートカットにしている。
身長:158.5cm、6月10日生まれ（ふたご座）、中学2年生、血液型はB型。どちらが姉かはわかっていない。
主人公とは幼馴染みで、小さい頃は隣に住んでいたが、主人公が引っ越したことで離れ離れになった。男子生徒達の人気は高く、ファンクラブもあるほど。姉妹共にテニス部に所属。
薫子は中性的な感覚の持ち主、菫子は大胆でお茶目な性格。
ゲーム
隣町の女子中学「一心学院」に通う。幼なじみだが、最近は学校が違う関係でやや疎遠気味。なお、本作の主人公は他の作品とは違い遠く離れた街に引っ越したわけではなく、小学校時代はこの姉妹と同じ学校であった。そのため、桃衣姉妹とも幼い頃からの知り合いである。
アニメ
中学3年生。望の幼馴染。双愛中学に通うが、望とはクラスが異なる。原作やゲームよりも前髪が、かなり短い。
オルタナティブ
16歳。血液型はB型。
恋太郎の母親の故郷の双子塚村（福島県にあるらしい）の神社の巫女姉妹で、恋太郎の幼なじみ。幼い頃の結婚の約束を思い出し、恋太郎を村に招待する。
白鐘 沙羅（しろがね さら）・白鐘 双樹（しろがね そうじゅ）
声：水橋かおり（沙羅）、門脇舞（双樹）
姉妹共にプラチナブロンド（銀色）のロングヘアで、双樹は黒いリボンで二つにまとめている。
身長:151cm、8月8日生まれ（しし座）、中学1年生、血液型はAB型。
双樹が幼い頃病弱だったこともあり、妹の沙羅はずっと一緒に育ってきた、姉の双樹を守りたいと思っている。双樹と沙羅が別々のクラスになった年の、最初の登校日に主人公と出会った。
双樹はおっとりした優しい性格。小さい頃から自分を守ろうとしてくれて来た優しい沙羅のことが大好き。
沙羅は口調も態度もぶっきらぼうで、最初は主人公に対して攻撃的に接するが、根はとても優しく、後に双樹同様主人公に惹かれていく。
誌上ゲームにおける人気順位では常に1位となっていた。
ゲーム
高級住宅街「鐘響坂」の一角に住んでおり、桜月姉妹と並ぶお嬢様姉妹となっている。
アニメ
中盤の8 - 9話と最終話のみ登場。望と同じ街に住んでおり白氷学院に通っていたが、後に引っ越すことに。
オルタナティブ
11月23日生まれの15歳。血液型はAB型。
メインヒロイン。双葉探偵事務所に入り浸り、恋太郎の相棒を務める双子の助手。恋太郎とは半同棲状態にあるが、自分たちのことは多く語らず、ときおりふらりと行方不明になることがある。恋太郎は彼女たちがなにかの秘密を抱えていることに薄々気づいており、白鐘姉妹もそのことを恋太郎に知って欲しいと願っているが、互いに相手に深く立ち入る勇気を持てずにすれ違う。ゲーム版では事務所から白氷学園に通っており、学園で起きた生徒の失踪事件の調査を恋太郎に持ちかけた。
沙羅は女性的な口調になっており、主人公（恋太郎）に対する態度も好意を露にしたものになっている。双樹は病弱ではなく、ギターと料理が得意。
雛菊 るる（ひなぎく るる）・雛菊 らら（ひなぎく らら）
声：長谷川静香（るる）、落合祐里香（らら）
小柄で赤い服を好む、黒髪の少女たち。ららの方が若干髪が長く、リボンの形も異なる。二人とも、母親であるみやびとそっくりだが、主人公のクラスメートでもある桜月姉妹にも似ている。
身長:142cm、12月3日生まれ（いて座）。小学4年生。血液型はO型。
主人公の従妹。“双林寺”というお寺に住んでおり、母親であるみやびと3人で、修行に行った父親の留守番をしている。
姉のららは少しマセており、妹のるるはどんなことがあろうと物怖じしない性格。
ゲーム
主人公の下宿先の娘。ネコ耳としっぽが生えるイベントがある。
アニメ
双林寺の娘。幼い子供そのものの性格をしており、原作・ゲームで見られる主人公への誘惑行為はない。
オルタナティブ
誕生日・年齢・血液型、すべて不詳。第1話でワダツミ機関が創り出したプロトタイプ「イカファイヤー」と戦闘後、パラシュートで二子魂川に降り立った謎の双子。狂言回し的な存在で、一部を除いて第1話以降各回のどこかに登場し、物語の展開に対してメタ的なコメント（突っ込み）を残す、マスコットキャラ的な存在。ゲーム版ではニュース番組のキャスターを務める。
千草 初（ちぐさ うい）・千草 恋（ちぐさ こい）
声：吉住梢（初）、桑谷夏子（恋）
姉妹共に明るい茶色のロングヘア。眼鏡が四角く髪をまっすぐなまま結んでいるのが初、丸い眼鏡で髪を三つ編みにしたのが恋。
身長:161cm、9月19日生まれ（おとめ座）、高校1年生。血液型はA型。
実家は動物病院で、カトリック系の高校に通う。主人公が父親の運転する車に撥ねられたことが、出会いのきっかけ。
二人とも動物が大好きで、自分達から人に話し掛けるのが苦手。主人公よりも年上なのだが、主人公に対して敬語で話す。初は若干冷静でドジも少ない。恋は初よりドジだが、素直で優しい、という違いがある。
ゲーム
近くの高校「千星学院」（せんのほしがくいん）に通っている。
アニメ
同じ街にある動物病院の娘。望がビリーの調子が悪く、連れて行った時に知り合った。原作やゲームと同じで内気な性格。
オルタナティブ
16歳。血液型はA型。
二子魂川にある「あわびペットショップ」の店員。双葉探偵事務所に、行方不明になった犬の捜索を依頼した。出番はとても少ない。
桃衣 愛（ももい あい）・桃衣 舞（ももい まい）
声：たかはし智秋（愛）、三五美奈子（舞）
ベージュ色のロングヘア。愛は裸眼で、舞は楕円レンズの眼鏡を掛けている。
身長:163cm、1月24日生まれ（みずがめ座）。大卒1年目。血液型はB型。どちらが姉かはわかっていない。
ゲーム化発表の際に追加されたヒロイン。幼い頃、主人公が引っ越した家の隣に住んでいた双子の姉妹で、再度主人公が引っ越したことで離れ離れになった。主人公が通う中学校で、愛は主人公のクラスの担任教師、舞は保健のカウンセラーをしている。双子出生率の高い女系家族の出身、父親はいない様子。
愛は慎重派で真面目な性格、舞は派手で悪戯好き。
誌上ゲームでは最終回（2004年10月号）のみ参加。この回も基本的な順位はそれまでと同じで、桃衣姉妹は一条姉妹と桜月姉妹の中間に入る形であった。
ゲーム
独自のシナリオを持たず、一定条件下でこの2人のシナリオ（全6話、6話はそれ自体この2人のエンディングでもある）が挿入される。
アニメ
主人公とは初対面。
オルタナティブ
26歳。血液型はB型。
二子魂川の高校の教師で、恋太郎の初恋の相手。恋太郎と桃衣姉妹はかつて3人一緒の楽しい毎日を送っていたが、恋太郎が一線を越える勇気を持てなかったため、3人の関係は崩壊した。数年後、舞は愛の素行調査を恋太郎に依頼する。

## 主人公
原作が読者を主人公とする（特定の性格・容姿を設定されていない）読者参加型ゲームの形態を取っているため、原作以外のメディアではそれぞれ異なる設定が作られた。
原作（ノベル）
中学2年生。幼い頃に引越し、最近同じ街に戻って来た。桜月姉妹が初対面で「かっこいい」と思うほどの容姿をしている。双子たちの突飛な行動に慌てる常識人である一方、困っているヒロインを迷わず助ける勇気も持っている。一条姉妹や桃衣姉妹などの幼馴染のことは、余り覚えていない。
原作（コミック）
双愛中学2年生。失恋記録を積み重ねており、偶然にも桜月姉妹とキスをしてしまったことから双子たちとの出会いが始まる。
ゲーム
双愛中学2年生。両親の海外転勤に伴い、親戚である雛菊家の住む双林寺に下宿することになる。背が高く、性格も中学生の割に大人びている。一部設定は異なるが、全メディア中ほぼ原作の主人公に近いキャラクターである。
アニメ：二見 望（ふたみ のぞむ）
声 - 高城元気
双愛中学3年生。母親は死去しており、天文学者の父親と2人暮らしだった。父のハワイ転勤を機に、昔住んでいた双葉町の雛菊家（双林寺）に下宿することになる。心優しい性格だが、自己主張が苦手な上に優柔不断な一面が玉に瑕であり、そうした一面が仇となってトラブルに巻き込まれることもしばしば。天体観測が趣味で、いつか自分の名前を星に名付けることが夢。
オルタナティブ：双葉 恋太郎（ふたば れんたろう）
声 - 関智一
21歳。職業は探偵（肩書きは双葉探偵事務所所長）だが、実際は町の便利屋と言ったところ。
両親が離婚した後、父と共に暮らしていたが、その父を失い、何となく大学を中退した。漠然とした不安と無気力の中で、探偵事務所の跡を継ぐか継ぐまいかを決めかねていたが、事務所を訪れた白鐘姉妹から仕事の依頼を受け、それをクリアすることで探偵になる決心をつけた（第6話より）。ニコタマの人々からは「2代目」と呼ばれている。
事務所の財政は非常に苦しいが、白鐘姉妹と一緒であればその貧乏生活もまた楽しいため、恋太郎はなんの責任も伴わない気楽な毎日を満喫している。

## サブキャラクター
剣持（けんもち）
声 - 佐藤正治
『フタコイ オルタナティブ』を除く、すべてのメディアに登場。桜月家の黒衣頭を務める老人。桜月姉妹が転入すると言い出した際は、2人の両親よりも強く反対し、ストライキまでしそうになった。
ゲーム
桜月姉妹が好意を寄せる主人公に対する評価は厳しく、時に命を狙うことも辞さない。日本刀を所持している。
アニメ
桜月姉妹を溺愛している。原作やゲームと異なり、リーゼントヘアである。
護国寺（ごこくじ）
声 - 丸山詠二
原作とゲームに登場。桜月家の執事で、桜月姉妹付きの運転手。
雛菊 みやび（ひなぎく みやび）
声 - 雪野五月（ゲーム）、折笠愛（アニメ）
『フタコイ オルタナティブ』を除く、すべてのメディアに登場。雛菊姉妹の母親にして、双林寺の跡取り娘。和服をまとった美女だが、天然ボケの性格をしている。
ゲーム
原作やアニメと異なり、洋服を着ている。性格もしっかりとしているものの原作の天然ボケの部分も時折見せることがある、主人公や娘たちを温かく見守る。
アニメ
和装の美女。しっかりとした性格で、子どもたちの自立心を信じる放任主義者だが、最終回では自暴自棄から現実逃避に走ろうとした望を叱咤激励して背中を押すなど、芯の強い一面を見せた。

### 原作
桜月姉妹の両親
キラとユラの両親。2人が主人公を目当てに転入すると言い出した際は、猛反対したが、9日間の話し合いの末に転入を許した。本編では、台詞のみで容姿は不明。
桜月姉妹の祖母
キラとユラの行儀作法の先生も務める、2人の祖母。剣持と剣道で勝負し、偶然勝利した主人公を認め、「私ももう50若かったらねぇ」とからかう。ゲームに直接登場はしていないものの、存在が語られる場面がある。

### ゲーム
五頭（ごとう）
声 - 遠近孝一
一条姉妹ファンクラブ「一条姉妹のさわやかさを永遠に守る会」（略称:ISEM）会長。会員からは「団長」と呼ばれている。原作ノベルにも名前は登場するものの直接の登場は無い。
大坂（おおさか）
声 - 菅沼久義
主人公のクラスメート。ISEM会員だが、桜月姉妹の転入で浮気気味。ネコ耳少女が好きなオタクでもある。
天道（てんどう）
声 - 加瀬康之
主人公のクラスメート。ナルティー。
千草 遥
声 - 大川透
千草姉妹の父親で動物病院の院長。
家庭教師
白鐘姉妹の家庭教師。主人公と2人を会わせないようにする。日本人ではないらしい。
外国人貴族
かなり名家の貴族。剣を持っていたり、馬に乗っていたりする。日本語もなかなかうまく話せる。

### アニメ
小坂 敬介（こさか けいすけ）
声 - 木内レイコ
望の同級生。実家は寿司屋。
桧山 優也（ひやま ゆうや）
声 - 石井真
宇宙に憧れる、望の幼なじみ。一条姉妹とは小学校時代の同級生という間柄。薫子に好意を抱いている。また、合気道の心得もある。
ビリー
声 - たかはし智秋
雛菊姉妹が飼っている山羊。望の邪魔をすることしばしば。一度だけ、次回予告で人間の言葉を喋った（本編では一度も人間の言葉は喋っていない）。
千草 宣之
声 - 相沢正輝
千草姉妹の父親。 動物病院の院長。クレジットで姓を「千種」と誤記されていた。
権田 純太郎（ごんだ じゅんたろう）
声 - 小野大輔
アニメ版の一条姉妹ファンクラブ会長。外見・性格共にガキ大将的存在。海水浴の時は、赤ふんどしを着用。
東尾（声：小林由美子）、西本（声：萩道彦）、南浦（声：松林大樹）、北川（声：小尾元政）という4人の子分がいる。

### フタコイ オルタナティブ
双葉 愛之助（ふたば あいのすけ）
声 - 大川透
恋太郎の父親で、双葉探偵事務所の創始者。故人。必殺技は「探偵キック」。地元の人間から人望を集めており、恋太郎はそんな父にコンプレックスを抱いている。恋太郎の前に立ちふさがる「大人になるために越えなくてはならない壁」として描かれる。10年前に亡くした妻（恋太郎の母）の名は双葉由美（ふたば ゆみ）で、旧姓は「山田」。
三ツ木 公彦（みつぎ きみひこ）
声 - 野島裕史
三ツ木グループの御曹司。白鐘姉妹の保護者。父の遺言により、白鐘姉妹のいずれかとの結婚を迫られている。
霜島 涼（しもじま りょう）
声 - 伊藤栄次
公彦の秘書。貯金も年金も将来のビジョンもないまま「女を守る」と豪語する恋太郎を、「勢いだけのガキ」と一喝し、徹底的に見下している。
裏で「ワダツミ機関」と通じていたが、後に恋太郎の覚悟を認めて対イカファイヤー用電磁バットを託す。
桜月 善治（さくらづき ぜんじ）
声 - 広瀬正志
72歳。
「ニコニコ金融」社長、あるいは広域暴力団「桜月組」組長。キラ・ユラ姉妹の父親。ヤクザの組長として恋太郎を容赦なく死地に送る冷酷な面を持つ一方、娘達には甘い親バカの面もある。若い頃、愛之助と恋太郎の母を取り合い、左腕を失った。その左腕は現在、三爪の義手になっている。
山田 勘九郎（やまだ かんくろう）
声 - 檜山修之
23歳。
「ニコニコ金融」営業部部長、あるいは広域暴力団「桜月組」若頭。第1話における恋太郎の不幸の発端であり、小説版でも騒動の発端に関わる。
針山 日郎（はりやま にちろう）
声 - 保村真
改造パトカー「スピラー」を乗り回す警官。通称「ダーティハリー」。小説版で『悪即斬』ペイントの戦車を秘蔵していることが明らかにされている。
木下 檜吉（きのした ひのきち）
声 - 三宅健太
針山の後輩。がっちりした体格だが優しい。
玄（げん）さん
声 - 乃村健次
恋太郎達が事務所を開いているビルで、豆腐屋を営んでいる。仕事よりもザリガニ釣りを愛する、恋太郎の兄貴分。バイクを愛し、違法改造のスーパーチャージャーを仕込んでいる。最終話で杉作のおばちゃんと結婚。
杉作のおばちゃん
声 - 中西裕美子
本名は杉作ミチル（すぎさく みちる）。商店街で精肉店「杉作ミート」を営んでおり、双子魂川商店組合の会長でもある。小説版で、旧姓が「夕凪」であること、杉作ミートの若旦那に嫁いできたもののすぐに未亡人となったことが明らかにされている。
朱雀婆さん
声 - 真山亜子
恋太郎達の行きつけの銭湯の主人。
イカファイヤー
声 - 長島雄一
秘密組織ワダツミ機関がイカルス計画によって開発した、"地球に優しい最終兵器"。ミサイルや火球、触手、煙幕を攻撃の手段に用いる。飛行能力、肉体再生能力、人間への擬態能力を有する。弱点は電磁バット。恋太郎に倒されるが、その後量産型イカファイヤーとして復活した。量産型は電磁バットでなくても倒せる模様。
ニコちゃん
一条家のペットのカッパ。本作では、第6話で白鐘姉妹と一条姉妹が川原で会話をしているところで上流から流れてくる姿が一瞬描かれている。ゲーム版では、”ちゃんと”登場。
ビリー
玄さんが飼育しているザリガニ。バケツの中で暮らしている。
ワダツミメンバーズ
日本の戦後復興を陰から操る、秘密結社ワダツミ機関のメンバー。全員が白頭巾を被っている。
イカ型超兵器（イカファイヤー）の開発、焼きイカ販売による資金調達、イカ天のスポンサーなど、イカに拘った活動をしている。
ドイツの古城を拠点とし、湖に空中戦艦を秘蔵する。空中戦艦は絶大な火力を誇るが、弱点であるコアパーツに探偵キックを受けて轟沈。メンバーズの生死は不明。